# عدد ممركز مثلثي
العدد الأممركز لمثلثي هو عدد ممركز مضلع يمثلث مثلث متساوي الأضلاع، بحيث يكون هناك نقطة مركزية في مركزه والنقاط الأخرى تتوزع على طبقات حولها بشكل مثلث.
- تعطى صيغة العدد الممركز المثلثي للعدد n بالعلاقة:

{\displaystyle {{3n^{2}+3n+2} \over 2}.}
- الصور التالية توضح كيفية بناء العدد الممركز المثلثي على مراحل، تضاف إلى النقاط الحمراء النقاط الزرقاء الجديدة في كل مرحلة.

- تعطى الأعداد الأولى من سلسة الأعداد الممركزة المثلثية على الشكل التالي:

1- 4 - 10 - 19 - 31 - 46 - 64 - 85 - 109 - 136 - 166 - 199 - 235 - 274 - 316 - 361 - 409 - 460 - 514 -...